# Service express régional métropolitain Hauts-de-France
 (novembre 2022).
Le réseau express Hauts-de-France, ou « RER Lille - Bassin minier » (anciennement appelé « Réseau Express Grand Lille ») est un projet de réseau express régional qui englobe divers aménagements futurs dans l'aire urbaine de Lille et le bassin minier dans la région des Hauts-de-France.
Son objectif est de doubler, aux heures de pointe, la fréquence des trains de l’étoile ferroviaire de Lille d’ici 2035-2040. Le projet comprend la réalisation d’un barreau d’infrastructure neuve entre Lille et le Bassin Minier et une nouvelle gare souterraine à Lille-Flandres.
Renommé réseau express Hauts-de-France (REHF) en mars 2020, le projet fait aujourd’hui partie intégrante du service express métropolitain de l’étoile ferroviaire de Lille (SEM). Les études sur le SEM font l’objet d’un pilotage par l’État, la région Hauts-de-France, la Métropole européenne de Lille et SNCF Réseau.
À l'origine, le réseau express Grand Lille (REGL) était un projet de réseau express régional proposé par Daniel Percheron, président du conseil régional du Nord-Pas-de-Calais, en janvier 2010. Il devait relier l'agglomération de Lille au bassin minier du Nord-Pas-de-Calais, à Hénin-Beaumont, à l'horizon 2025. S'il était réalisé, le trajet de la gare de Lille-Flandres à celle de Sainte-Henriette (Hénin-Beaumont) ne prendrait que 17 minutes contre 26 à 40 minutes en 2011 pour rallier la gare d'Hénin-Beaumont. Le projet, presque plus évoqué durant deux ans, voit une nouvelle avancée le 21 novembre 2013 à l'occasion de la saisine de la Commission nationale du débat public par le conseil régional. À cette occasion, un projet plus étendu est évoqué pour un second temps, desservant des grandes villes comme Douai, Lens, Arras, Cambrai, Armentières et la zone de l'Union, via la construction de sections nouvelles et l'amélioration des lignes actuelles. Le projet a fait l'objet d'un débat public du 2 avril au 22 juillet 2015.

## Histoire

### À l'origine en 2010
Le projet a été annoncé en janvier 2010 par Daniel Percheron, lors de ses vœux de la nouvelle année. Quelques mois plus tard, le 5 octobre 2010, il annonce que le projet se prépare. Le projet de tram-train reliant Lille au bassin minier est annulé, le RER Lille - Bassin minier est évoqué. L'idée d'une telle liaison est inscrite dans le schéma régional des transports qui date de 2006. Le but de ce RER est de réduire l'utilisation des voitures, car l'autoroute A1 se retrouve régulièrement saturée aux alentours de l'agglomération lilloise.
Daniel Percheron espère obtenir des subventions au titre du Grenelle de l'environnement. Quatre ans de procédure et cinq ans de travaux devraient être nécessaires, parmi ces étapes, on peut citer les études préliminaires, les études d'impact, l'avant-projet, le débat public, l'enquête publique, et le chantier à partir de 2015.
En février 2011, l'État ne retient pas le projet de RER, mais les élus continuent le projet. Le dossier concernant le RER Lille - Hénin est recalé. Sur les 80 candidatures déposées dans le cadre d'un appel à projets concernant les transports en commun en site propre, 78 ont été acceptés, mais le dossier concernant le RER a été jugé trop récent et pas assez avancé. Dans la région, d'autres dossiers comme le doublement de la capacité de la ligne 1 du métro de Lille et la construction de la ligne Béthune - Bruay du tramway Artois-Gohelle ont en revanche été retenus.

#### Infrastructure

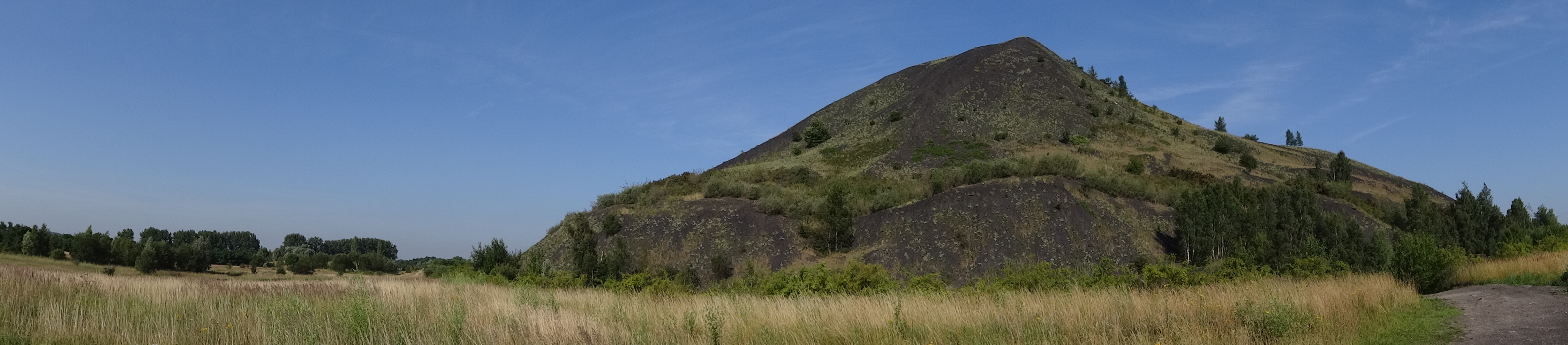
Le terril no 87, Lavoir Hénin Est, sis à Dourges. La gare de Sainte-Henriette devrait être bâtie à sa base.

Les deux gares extrêmes seraient reliées en dix-sept minutes, avec un départ toutes les cinq minutes aux heures de pointe. Le parc serait composé de dix à douze rames de 250 places, et la vitesse maximale atteindrait 160 km/h,, la ligne longue de trente kilomètres. Le système serait similaire au réseau express régional d'Île-de-France. La ligne, entièrement nouvelle, prendrait naissance sous la gare de Lille-Flandres, près de la station de métro et de tramway. Le premier arrêt serait situé près de l'aéroport de Lille-Lesquin, il y a trois variantes de tracé, et une grande partie sera sous terre. Les autres arrêts seront établis sur les communes de Seclin et Lesquin, le long de l'autoroute A1 et de la LGV Nord. Des vastes parkings seraient construits, dans le but d'inciter les automobilistes à prendre le RER plutôt que d'utiliser l'autoroute. L'autre terminus sera installé aux pieds des terrils nos 87 et 92, respectivement nommés Lavoir Hénin Est et Lavoir Hénin Ouest. Des simulations estiment que 25 000 à 30 000 personnes pourraient emprunter ce nouvel itinéraire chaque jour.
L'arrivée du RER sur le site d'Hénin-Beaumont permettrait sans plus de précisions d'y connecter différents réseaux (BHNS, le bus en site propre de Douai). La gare d'Hénin-Beaumont, placée le long de la ligne de Lens à Ostricourt, pourrait être déplacée à proximité du site. La SNCF étudie, via une réunion de comité de pilotage de Sainte-Henriette, la faisabilité technique d'un arrêt TGV sur la zone.
|  |   |  | Station                   | Lat/Long                    | Communes desservies  | Correspondances            |
|  | - |  | ------------------------- | --------------------------- | -------------------- | -------------------------- |
|  | o |  | Gare de Lille-Flandres    | 50° 38′ 11″ N, 3° 04′ 15″ E | Lille (Lille-Centre) | TER Nord-Pas-de-Calais TGV |
|  | o |  | Stade Pierre-Mauroy       |                             | Villeneuve-d'Ascq    | (1)                        |
|  | o |  | Aéroport de Lille-Lesquin |                             | Lesquin              | Aéroport de Lille-Lesquin  |
|  | o |  | Seclin                    |                             | Seclin               |                            |
|  | o |  | Carvin                    |                             | Carvin               |                            |
|  | o |  | Sainte-Henriette          | 50° 25′ 13″ N, 2° 58′ 11″ E | Hénin-Beaumont       |                            |

#### Budget

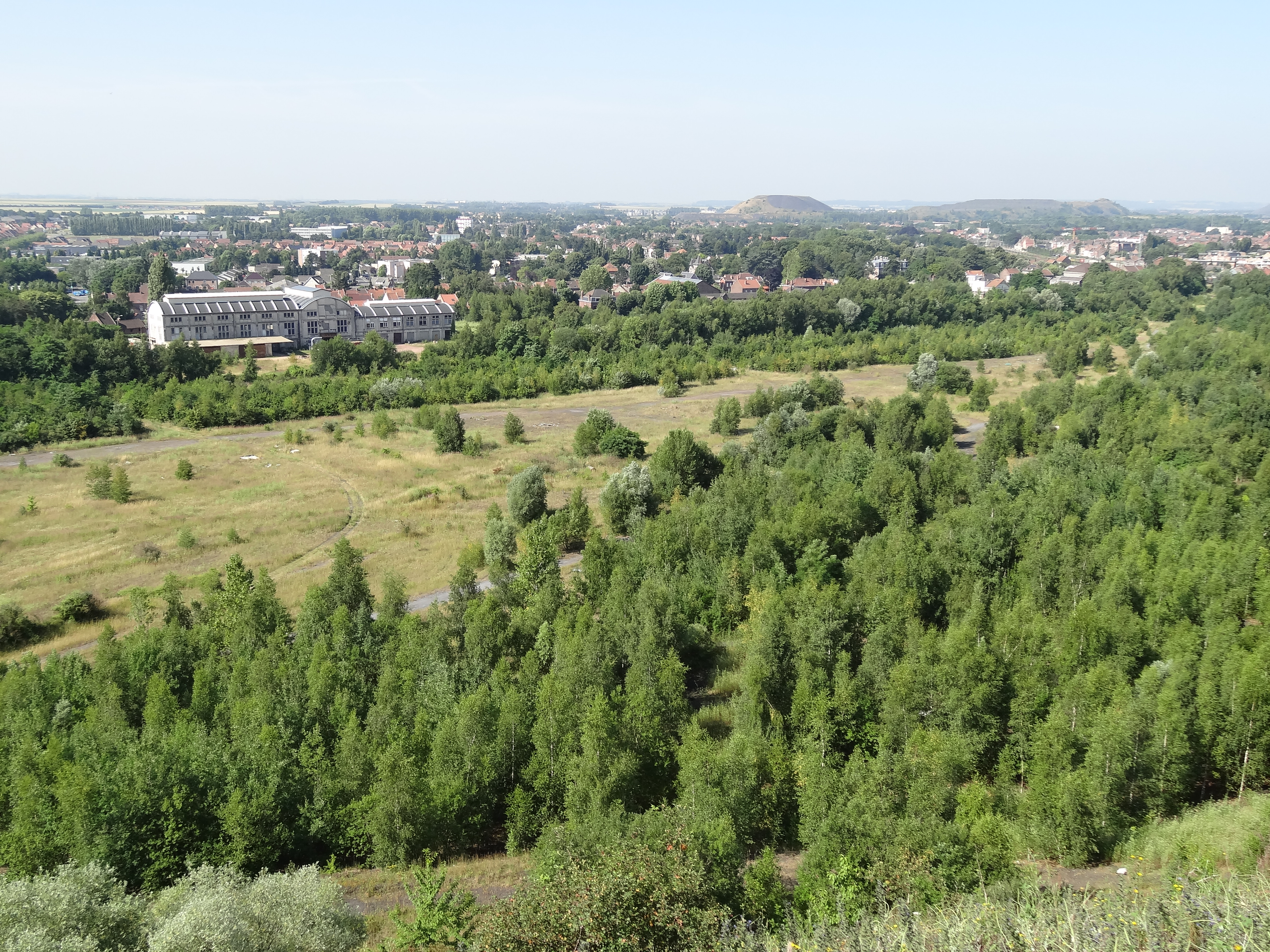
La friche Sainte-Henriette, en juillet 2013, vue depuis le sommet du terril no 92, Lavoir Hénin Ouest.

Le coût de la ligne est estimé à 720 millions d'euros hors taxes. Parmi cette somme, 200 millions d'euros sont prévus pour les ouvrages d'art, 230 millions pour la voie, son électrification, la signalisation et les gares ; enfin, 65 millions d'euros doivent être consacrés au matériel roulant, qui serait constitué, au départ, d'une douzaine de rames. En outre, il convient d'ajouter à ce coût les modifications de plusieurs échangeurs autoroutiers et la construction de parkings. En 2020, le montant devrait avoisiner le milliard d'euros. Dans le cadre du Grenelle de l'environnement, l'État pourrait financer le projet à hauteur de cent à deux-cent millions d'euros. Des participations venant de l'Europe, des conseils généraux, des agglomérations et de la région pourront également être négociées. À l'instar du Stade Pierre-Mauroy, le financement pourrait reposer sur un partenariat public privé.
Le budget provisoire a été examiné le 14 octobre 2010, et un arbitrage du ministère des Transports rendu deux mois plus tard. D'autres estimations font état de 800 millions d'euros.
Le lundi 31 janvier 2011, la commission permanente du conseil régional a voté un budget de deux millions d'euros pour financer les études préliminaires, celles-ci porteront sur les éléments techniques du projet, dans le but de faire passer le projet par la phase prévue du débat public. Daniel Percheron envisage un partenariat public-privé sur quarante ou cinquante ans, avec un grand opérateur privé. 322 délibérations ont été soumises aux élus début février 2011. Daniel Percheron, président du conseil régional du Nord-Pas-de-Calais rencontre également l'opposition des élus socialistes et écologistes de Lille Métropole Communauté urbaine, mais aussi celle de Dominique Plancke, conseiller régional du groupe Europe Écologie. Toutefois, si le Parti socialiste remportait l'élection présidentielle de 2012, il estime que le dossier pourrait plus facilement recevoir un soutien financier de la part de l'État.

#### Réactions
Gilles Pargneaux, député européen socialiste, estime le 6 octobre 2010 que Daniel Percheron aurait pu se concerter avec les divers « représentants de la Communauté Urbaine de Lille, du Conseil Général, des agglomérations, des entreprises concernées, des institutions européennes et de l'État », ajoutant ensuite que « cette procédure est très surprenante et fort regrettable ». Selon lui, le budget devrait plutôt avoisiner les deux milliards d'euros. Il préfèrerait à court terme que les lignes TER entre Lille et le bassin minier soient cadencées, et que leur capacité soit accrue. Dominique Plancke, conseiller régional du groupe Europe Écologie et président de la commission Transports, est lui aussi favorable à une modernisation des lignes du TER. Toutefois, la ligne de Lens à Ostricourt et la ligne de Paris-Nord à Lille sont parfois saturées, augmenter le nombre de trains risque de poser problème, non seulement à cause des possibles retards engendrés, mais aussi à cause du surcoût lié aux péages à RFF.
À la même date, Cap21 estime que le projet de RER entre Lille et le bassin minier est un pavé dans la mare.
Jean-Pierre Corbisez, président socialiste de la communauté d'agglomération Hénin-Carvin, estime que le SCOT de Lens-Liévin Hénin-Carvin devrait prévoir des réserves foncières afin de ne pas bloquer le passage de transports entre l'agglomération lilloise et le bassin minier d'ici à 2020.
Steeve Briois (FN), conseiller régional du Nord-Pas-de-Calais et membre du conseil municipal d'Hénin-Beaumont, explique le 4 juillet 2011 être favorable au projet de RER, qui relierait efficacement le bassin minier à Lille, mais contre le tracé de la ligne de tramway Hénin-Liévin, en ce sens où celle-ci, dans son tracé actuel, desservirait en priorité la grande distribution dont le centre commercial Noyelles, et délaisserait les centres-villes.

### Le projet présenté au débat public en 2013-2014

Le projet dans sa version de fin 2013.

Le projet dans sa version du printemps 2017.

- Ligne principale
- Lignes nouvelles ou réseau actuel réutilisé.

#### Infrastructure
Fin novembre 2013, le projet s'étoffe et se précise. Une ligne doit être ouverte à l'horizon 2025 entre la gare de Lille-Flandres et la future gare de Sainte-Henriette à Hénin-Beaumont, et doit desservir le stade Pierre-Mauroy, l'aéroport de Lille-Lesquin, Seclin et Carvin. Par rapport au précédent projet, la desserte du grand stade est ajoutée. Par ailleurs, dans un second temps, il est prévu, au sud, à partir d'Hénin-Beaumont, d'ouvrir des branches, soit par la création de lignes nouvelles soit en utilisant le réseau actuel, vers Lens, Douai, Arras et Cambrai. Au nord, à partir de la gare souterraine de Lille-Flandres, il est prévu d'utiliser deux branches : l'une vers Armentières, l'autre vers la zone de l'Union (sur Roubaix, Tourcoing et Wattrelos) puis vers Mouscron. Ce projet s'effectuerait en utilisant en grande partie et respectivement la ligne de Lille aux Fontinettes et la ligne de Fives à Mouscron (frontière),.

#### Budget
Le coût total du projet est évalué à près de 2,11 milliards d’euros (valeur de janvier 2012) correspondant :
- pour 490 M€ à la création de la gare souterraine de Lille-Flandres ;
- pour 600 M€ à la création du tronçon central entre Lille-Flandres et Hénin-Beaumont ;
- pour 820 M€ aux raccordements nord et sud au réseau ;
- pour 200 M€ au matériel roulant qui circulera sur le Réseau Express Grand Lille.

Le dossier de débat public  précise que par ailleurs, la réalisation du projet nécessiterait la mise en place de prestations d’ingénierie (principalement maîtrise d’œuvre, études préalables à la déclaration d’utilité publique, etc.) dont le montant est variable en fonction du montage juridique qui sera retenu pour la maîtrise d’ouvrage. Ce montant pourrait ainsi varier de 10 % à 25 % du montant des travaux, soit de 211 M€ à 527,5 M€.

#### Débat public
La Commission nationale du débat public a été saisie par le conseil régional le 21 novembre 2013, afin d'obtenir un financement de l'État. Cette saisine a été considérée comme irrecevable par la CNDP en mars 2014.
La Commission nationale du débat public a été saisie une seconde fois par le conseil régional du projet Réseau Express Grand Lille le 23 octobre 2014. Cette fois la CNDP a décidé d'organiser un débat public sous la présidence de Jacques Archimbaud. Le débat public se déroule du 2 avril au 22 juillet 2015.

#### Principes de la desserte
Un départ aurait lieu toutes les cinq minutes sur le tronçon central, les trains utilisées seraient les mêmes que ceux du TER Nord-Pas-de-Calais, ils auraient une capacité de 225 passagers et une vitesse maximale de 160 km/h. L'affluence attendue est de 50 000 voyageurs par jour à l'horizon 2030, dont 16 000 montées à l'heure de pointe du matin.

#### Réactions
Daniel Percheron, président du conseil régional, déclare le 21 novembre 2013 « Nous pouvons considérer que tous les ingrédients sont là, pour que Jean-Marc Ayrault nous entende », faisant ainsi référence à l'annonce faite quelques semaines plus tôt par le premier ministre de 2,5 milliards d'euros d'investissement pour les transports de Marseille.

### Des dessertes complémentaires demandées par la Région en 2017
Un troisième projet présenté au printemps 2017, évolution des précédents. Des dessertes sont prévues vers Tournai en Belgique ainsi que vers Amiens et Saint-Quentin en Picardie.

### Le projet à partir des années 2020
Le réseau express Hauts-de-France fait désormais partie intégrante du service express métropolitain de l’étoile ferroviaire de Lille (SEM). Les études sur le SEM font l’objet d’un pilotage par l’État, la région Hauts-de-France, la Métropole européenne de Lille et SNCF Réseau, auquel s'ajoute désormais la Société des Grands Projets. Son objectif est de doubler, aux heures de pointe, la fréquence des trains de l’étoile ferroviaire de Lille d’ici 2035-2040 et a été relancé à la suite de la volonté étatique de fin 2022 de créer une dizaine de RER métropolitains sur le territoire national.
La consultation du grand public a lieu en septembre-octobre 2024.